# Pharsalia duplicata
Pharsalia duplicata är en skalbaggsart som beskrevs av Francis Polkinghorne Pascoe 1866. Pharsalia duplicata ingår i släktet Pharsalia och familjen långhorningar. Inga underarter finns listade i Catalogue of Life.